# Papahdilmah
Papahdilmah (vagy Pavahtelmah, azaz Papaḫdilmaḫ vagy Pawaḫtelmaḫ) a korabeli hettita írásos források egy része alapján PU-Szarruma fia és trónörököse. Ugyanakkor I. Hattuszilisz örökösödési okmányai alapján PU-Szarrumát a veje, Labarnasz követte. A töredékes feliratok szerint Puszarruma Papahdilmah távolléte alatt nevezte ki utódjának Labarnaszt. A következő polgárháborúban Labarnasz győzött.
Rich Beal véleménye szerint I. Hattuszilisz azonos Labarnasszal, és ezt a nevet akkor vette fel, amikor Hattuszaszba tette át székhelyét. Ezen álláspont szerint Labarnasz Papahdilmah fia volt és saját apjával vívott polgárháborút, majd a székhelyét a győzelem után épp azért tette át Hattuszaszba, hogy elszakadjon apjától. Így az is elképzelhető, hogy a hattuszaszi királyság rövid ideig egymás mellett létezett Neszával és csak Papahdilmah halála után egyesültek.
Más vélemények szerint (például Harry Hoffner) Papahdilmah Hattuszilisz apja volt, székhelyét Szanahuitta városban tartotta. Papahdilmah apja PU-Szarruma, nagyapja Tudhalijasz.
Megint más lehetőség szerint PU-Szarruma testvére és I. Labarnasz apja, 
```
vagy Labarnasz feleségének, Tavanannának apja. Ez esetben Labarnasz és Tavananna házasságával jött volna létre a 
Hattuszasz
-
Nesza
 perszonálunió.
```

Perdöntő lehetne az az irat, amelyben ez áll: [ANA] mPawatelmaḫ ABU L[abarna? QĀTAM]MA šipanti. Eszerint Papahdilmah Labarnasz apja lenne, azonban az irat sérült, és csak annyi bizonyos, hogy Papahdilmah fiának neve la vagy lu szótaggal kezdődik.